# Chiesa del Rosario (Osilo)
La chiesa del Rosario è un edificio religioso ubicato a Osilo, centro abitato della Sardegna nord-occidentale. È consacrata al culto cattolico e fa parte della parrocchia dell'Immacolata Concezione, situata, come anche la chiesa di Santa Croce, a brevissima distanza.
La chiesa, eretta nel XVII secolo, è intitolata alla Madonna del Rosario; oltre ad essa, venivano onorati nella chiesa anche san Domenico, Sant'Anna, e san Narciso di Girona, protettore delle colture contro le invasioni di cavallette.

## Altri progetti

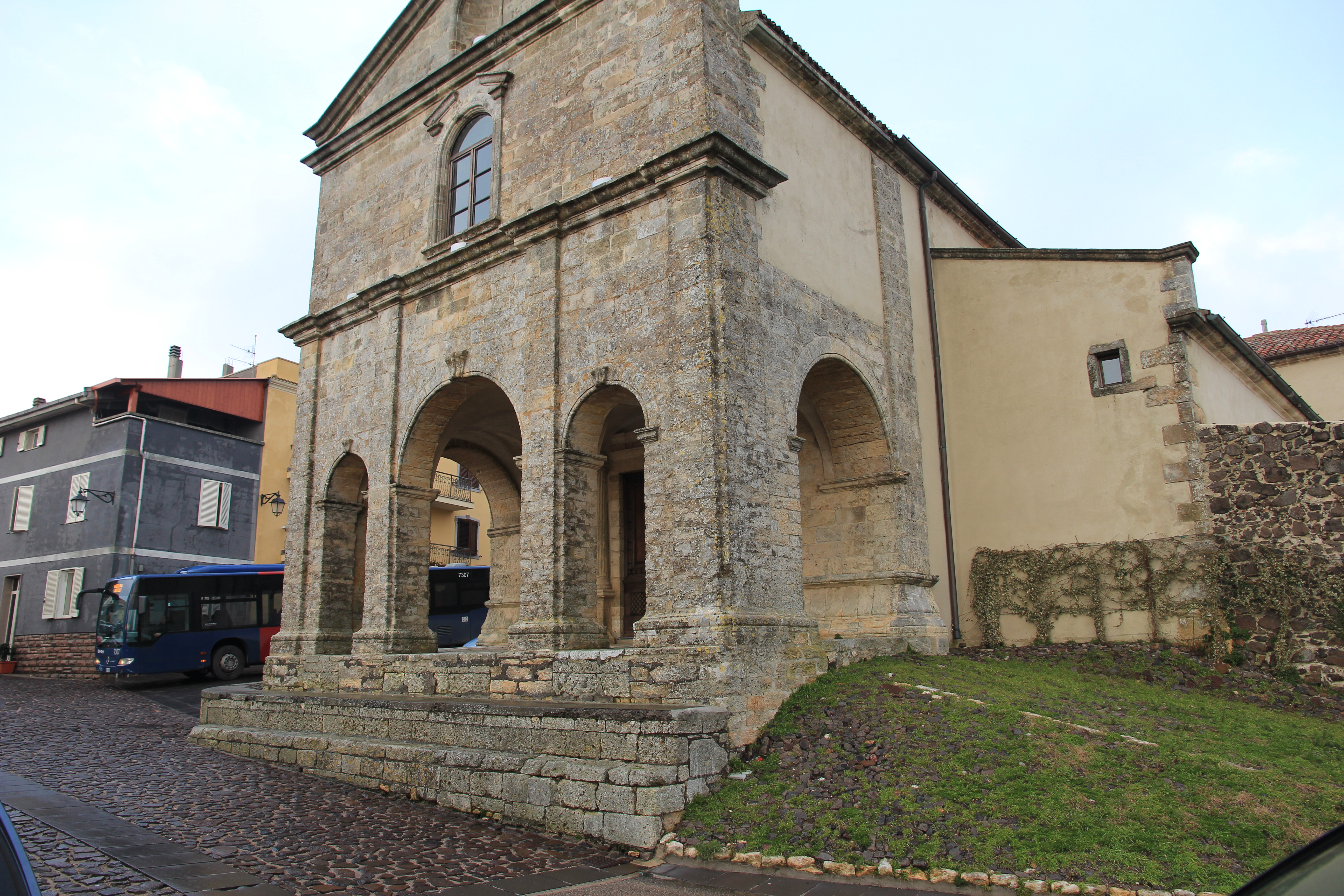